# Округ Лапир (Мичиген)
Округ Лапир (енгл. Lapeer County) је округ у америчкој савезној држави Мичиген.

## Демографија
По попису из 2010. године број становника је 88.319, што је 415 (0,5%) становника више него 2000. године.
| Група             | 2000.          | 2010.          |
| Белци             | 82.998 (94,4%) | 82.147 (93,0%) |
| Афроамериканци    | 720 (0,8%)     | 922 (1,0%)     |
| Азијати           | 339 (0,4%)     | 309 (0,3%)     |
| Хиспаноамериканци | 2.731 (3,1%)   | 3.622 (4,1%)   |
| Укупно            | 87.904         | 88.319         |